# Mount Washington, Kentucky
Mount Washington (grundat som Mount Vernon) är en ort i Bullitt County i delstaten Kentucky, USA.